# Alf Hurum
Alf Hurum (Oslo, 21 september 1882 – Honolulu, 12 augustus 1972) was een Noors componist en kunstschilder.

## Biografie
Hurum werd geboren binnen twee families, die nog betrokken waren op het platteland. Vader Thorvald Alfsen uit Hurum kwam uit een boerenfamilie uit Ringerike, moeder uit eenzelfde familie uit Bærum. Vader kreeg voorts inkomsten vanuit een van de grootste tabakfabrieken in Noorwegen; hij was daar mede-eigenaar van. Alf kreeg een normale opvoeding, maar gezien de inkomsten leefde hij niet zoals vele Noren destijds in armoe. Hij ging naar school, maar al in zijn vroege jeugd ging zijn belangstelling meer uit naar de piano en tekenen/schilderen dan naar het gewone schoolwerk. Een aanbod van zijn vader om bij hem te komen werken hield hij af, In 1902 werkte hij even bij een architectenbureau, maar wijdde zich als snel aan de muziek. Toen hij twintig was kreeg hij les in compositieleer en contrapunt van componist/dirigent Iver Holter. Verdere pianolessen volgden van Martin Knutzen. Op drieëntwintigjarige leeftijd vertrok hij naar de Universiteit van de Kunsten in Berlijn, alwaar hij lessen kreeg van Robert Kahn en Max Bruch, aangevuld met lessen op de piano van Jose Vianna da Motta, een leerling van Franz Liszt. Hij zou later in 1912 verklaren dat er al genoeg Duitse invloeden in de Noorse muziek te horen waren.
In 1905 verschenen de eerste composities van zijn hand, zijn opus 1. Op 9 december 1906 woonde Hurum een symfonisch concert bij, dat een grote invloed op zijn verdere loopbaan zou hebben. Die dag speelde het Orkest van het Nationaltheatret onder leiding van Johan Halvorsen de Noorse première van Prélude à l'après-midi d'un faune ('Faunens ettermiddag') van Claude Debussy. Hurum viel als een blok voor de impressionistische muziek van de Franse componist. Er kwamen zes werkjes voor piano van zijn hand, die Franse titels droegen.
Op 13 juni 1908 huwde Hurum Elisabeth Leslie Wight in Berlijn. Zij, een dochter van een scheepsreder, was van oorsprong Hawaïaanse. Ook zij zou een steeds grotere rol in zijn leven krijgen.
Terwijl zijn opus 2 Vioolsonate in d mineur successen boekte in Noorwegen, bevond Hurum zich in Parijs. Daar kwam hij verder onder de invloed te staan van de Franse impressionisten. Dat is bijvoorbeeld al terug te vinden in de subtitels van zijn Impressions pour le piano (opus 4), gedateerd juni 1911. In 1912 begon hij aan wat zijn enige Strijkkwartet zou blijven. Hij herschreef dat werk later grotendeels. Tijdens zijn verblijf in Berlijn nam de invloed van de impressionisten weer enigszins af. Hurum bleef echter toch een buitenbeentje binnen de Noorse klassieke muziek, want zijn opus 9 Eksotisk suite is gebaseerd op Chinese en Indiase muziek.
In 1916 gaf Hurum twee concertavonden, een in Bergen en in Oslo. Ook begon hij eindelijk zijn studie in orkestratie in Sint Peterburg. Het was al een wens van hem uit 1911, maar die werd pas toen gerealiseerd. Tijdens een van zijn concertbezoeken aldaar hoorde hij de L'Oiseau de Feu van Igor Stravinski. Als gevolg van zijn opleidingen bij Maximilian Steinberg en Nikolaj Rimski-Korsakov was hij in staat een orkestversie te schrijven van zijn Exotische suite. Die werd in januari 1918 voor het eerste uitgevoerd. Collega-componist David Monrad Johansen, medecomponist, bleef het afwijkende muziek vinden voor Noorwegen. In 1917 keerde Hurum terug naar Oslo om toe te treden tot het bestuur van de Noorse Componistenbond. Het jaar daarop organiseerde hij weer avondconcerten, waarbij de muziekstijl van Debussy weer boven kwam drijven. In die stijl kwamen Eventyrland en de Gotisk suite in 1920 tot het publiek. In 1923 kwam Bendik og Årolilja van zijn hand, zijn laatste officiële compositie.
In 1924 vertrokken meneer en mevrouw Hurum naar de Verenigde Staten voor een rondreis. Daarbij brachten zij ook een bezoek aan Hawaï, alwaar Hurum werd gevraagd het Honolulu Symphony Orchestra een nieuwe impuls te geven. Het in 1902 opgerichte orkest had te lijden gehad van de Eerste Wereldoorlog. Hurum hielp het orkest van 70 musici door een jaar op te treden als dirigent. Voorts gaf hij er les. In 1927 voltooide Hurum zijn eerste en enige Symfonie in Californië, het kreeg al geen opusnummer meer mee. Hij nam het werk mee en kreeg het op de lessenaars in opnieuw Bergen en Oslo. Ditmaal waren de kritieken minder positief. Men vond het gezien de lengte meer een symfonisch gedicht dan een symfonie.   
In 1929 verliet het stel Noorwegen voorgoed. Hij vertrok eerst naar Berlijn en vervolgens weer naar Parijs. Daar nam hij het besluit zich meer te verdiepen in de schilderkunst, eerst bij André Lhote en later bij Hiraku Harada. Het schilderen begon het componeren te overheersen, maar Hurum hield zich wel aan de impressionistische stijl. Latere reizen naar Peking en Tokio volgden nog. Zijn bekendste werken zijn in een uitvoering van inkt op zijde. Sommige van zijn werken zijn te zien in het Honolulu Museum of Art. Hij zette zich daarbij nog wel tot enige werken voor orkest, maar die bleven onvoltooid. Tot aan zijn dood bleef hij echter schilderen. Zijn werken sieren dan ook de serie van compact discs, die van hem verschenen.

## Oeuvre

### Opuslijst
- opus 1: Tre klaverstykker
- opus 2: Vioolsonate nr. 1 (1910)
- opus 3: For piano opus 3
- opus 4: Impressions pour le piano
- opus 5: Akvareller
- opus 6: Strijkkwartet (1912)
- opus 7: For piano opus 7
- opus 8: Vioolsonate nr. 2
- opus 9: Eksotisk suite voor viool en piano (1915, orkestratie volgde later)
- opus 10: Pasteller
- opus 11: Sanger
- opus 12: Sanger
- opus 13: Sanger, waaronder Blonde Nætter
- opus 14: Sanger, waaronder Fandango
- opus 15: Lilja (voor mannenkoor)
- opus 16: Eventyrland, suite
- opus 17: Gotiske billeder voor piano (1920, orkestratie volgde later)
- opus 18: Nørron suite (orkestratie volgde in 1932)
- opus 19: Sanger opus 19
- opus 20: Bendik og Årolilja, symfonisch gedicht (1923)

### Zonder opus
- Roccoco: To klaverstykker
- Marche Tartare
- Tre klaverstykker
- Symfonie in d mineur
- Bjerken en September

- Bibsys: 90057186
- Bibliothèque nationale de France: cb13944796q (data)
- Gemeinsame Normdatei: 117071153
- International Standard Name Identifier: 0000 0000 2705 9417
- KulturNav: 28d9d1a1-8e4f-41d6-b95f-e28f708ce82e
- Library of Congress Control Number: n84105339
- MusicBrainz: 00d95427-4fb4-471f-8b16-246f3cfd2339
- Nationale Bibliotheek van Israël: 987007411838405171
- Nederlandse Thesaurus van Auteursnamen: 096712627
- Virtual International Authority File: 49413217
- WorldCat: E39PBJgMwh8wRct4ctqDQr8grq